# اوپن د بوکز
اوپن د بوکز (انگلیسی: OpenTheBooks) یا OpenTheBooks.com یک سازمان غیرانتفاعی آمریکایی است که در حومه شیکاگو در بر ریج، ایلینوی مستقر است. این سازمان خود را به عنوان یک گروه شفافیت معرفی می‌کند که به ارسال آنلاین تمام هزینه‌های افشا شده هر سطح از دولت در سراسر ایالات متحده اختصاص دارد. گزارش‌های نظارتی آن‌ها در مورد هزینه‌های دولت در چندین رسانه خبری از جمله برنامه پرسش و پاسخ یک ساعته C-SPAN با برایان لمب، ABC صبح بخیر آمریکا، فاکس نیوز، وال استریت ژورنال، فوربس و یواس‌ای تودی به نمایش درآمده است.

## تاریخچه
OpenTheBooks.com در سال ۲۰۱۱ توسط مدیر اجرایی آن، آدام آندرژیوسکی، کارآفرین ایلینوی و نامزد سابق فرمانداری جمهوری‌خواه، با سناتور سابق ایالات متحده، دکتر تام کوبرن، به عنوان رئیس افتخاری تأسیس شد. در سال ۲۰۰۶، قانونی با حمایت مشترک سناتور وقت باراک اوباما (D) و سناتور آن زمان تام کوبرن (R) - قانون پاسخگویی و شفافیت بودجه فدرال در سال ۲۰۰۶ - برای اجازه دسترسی عمومی به مخارج دولت فدرال ایالات متحده تصویب شد.
در سال ۲۰۱۳، OpenTheBooks از کنترلر آن زمان ایلینویز، جودی بار توپینکا (R) برای تمام تراکنش‌های دسته چک دولتی فاش شده شکایت کرد. کنترلر درخواست این گروه را رد کرده بود و آن را «بار ناروا» خواند. پس از واکنش عمومی، کنترلر در نهایت داده‌های سال مالی ۲۰۰۵ را در سال ۲۰۱۴ منتشر کرد.
در سال ۲۰۱۴، OpenTheBooks اولین و تنها سازمانی بود که تمام مخارج فاش شده فدرال از جمله حقوق، قراردادها، کمک‌های مالی، پرداخت‌های مستقیم و یارانه‌های کشاورزی را منتشر کرد. این سازمان همچنین یک برنامه موبایل ایجاد کرد که دسترسی به تمام داده‌های جمع‌آوری شده را فراهم می‌کند و در صفحه تحریریه وال استریت ژورنال شناسایی می‌شد. در سال ۲۰۱۵، هزینه‌های دسته چک ایالتی هم به وب سایت و هم به اپلیکیشن موبایل اضافه شد. بین سال‌های ۲۰۱۵ و ۲۰۱۷، این گروه ۱۱ گزارش نظارتی در مورد هزینه‌های آژانس فدرال منتشر کرده‌است.

## جمع‌آوری اطلاعات
مأموریت OpenTheBooks جمع‌آوری و ارسال تمام مخارج دولتی افشا شده در هر سطحی در سراسر آمریکا است. در مقاله ای که در سال ۲۰۱۶ در فوربس منتشر شد، این گروه ادعا کرد که با موفقیت ۸۰ دلار از هر ۱۰۰ دلار خرج شده را به دست آورده‌است. در یک سخنرانی در مؤسسه تحقیقات سیاست منهتن در شهر نیویورک، مدیر عامل OpentheBooks، آدام آندرژیوسکی، جمع‌آوری داده‌ها را به صورت ۱۵ میلیون حقوق کارمندان عمومی، ۴۸ مورد از ۵۰ دسته چک ایالتی، و تقریباً همه هزینه‌های فدرال افشا شده از سال ۲۰۰۰ توصیف کرد.

## گزارش‌های نظارتی
OpenTheBooks گزارش‌های مالی متعددی را در مورد سازمان‌ها و برنامه‌های دولتی مختلف تکمیل کرده‌است. قابل ذکر است، این سازمان به کشف آنچه که به عنوان تقلب و هزینه‌های بیهوده در وزارت امور کهنه سربازان ایالات متحده می‌داند، کمک کرده‌است. سایر تأثیرات شفافیت عبارتند از: یارانه مزارع در شهر نیویورک، شیکاگو و واشینگتن، ۲۴٫۲ میلیارد دلار وام ناموفق در اداره مشاغل کوچک؛ مبلغ ۱٫۲ تریلیون دلار در پرداخت فدرال به ۱۰۰ نفر برتر از ۵۰۰ فورچون. ۹۲ میلیون دلار در خرید مبلمان گران‌قیمت توسط آژانس حفاظت از محیط زیست ایالات متحده یافت شد؛ بانک صادرات و واردات ایالات متحده؛ مقدار ۴٫۵ میلیارد دلار هزینه آژانس فدرال در روابط عمومی را تعیین کرد؛ دریافت ۱٫۵ دلار میلیارد دلار توسط آژانس‌های فدرال غیرنظامی خارج از وزارت دفاع برای اسلحه، مهمات و تجهیزات نظامی خرج شده‌است؛ پرداخت‌های فدرال نزدیک به ۲۷ میلیارد دلار به شهرهای پناهگاه آمریکا، و ۴۲ میلیارد دلار یارانه فدرال، مالیات مشخص شده‌است. معافیت‌ها و پرداخت‌ها به هشت کالج آیوی لیگ سرازیر شد.